# Rock the Kasbah
Rock the Kasbah ist ein US-amerikanischer Spielfilm aus dem Jahr 2015. In den Hauptrollen spielen Bill Murray, Kate Hudson und Leem Lubany.
Der US-Kinostart erfolgte am 23. Oktober 2015. In Deutschland kam der Film am 24. März 2016 in die Kinos, in Österreich am 25. März.

## Handlung

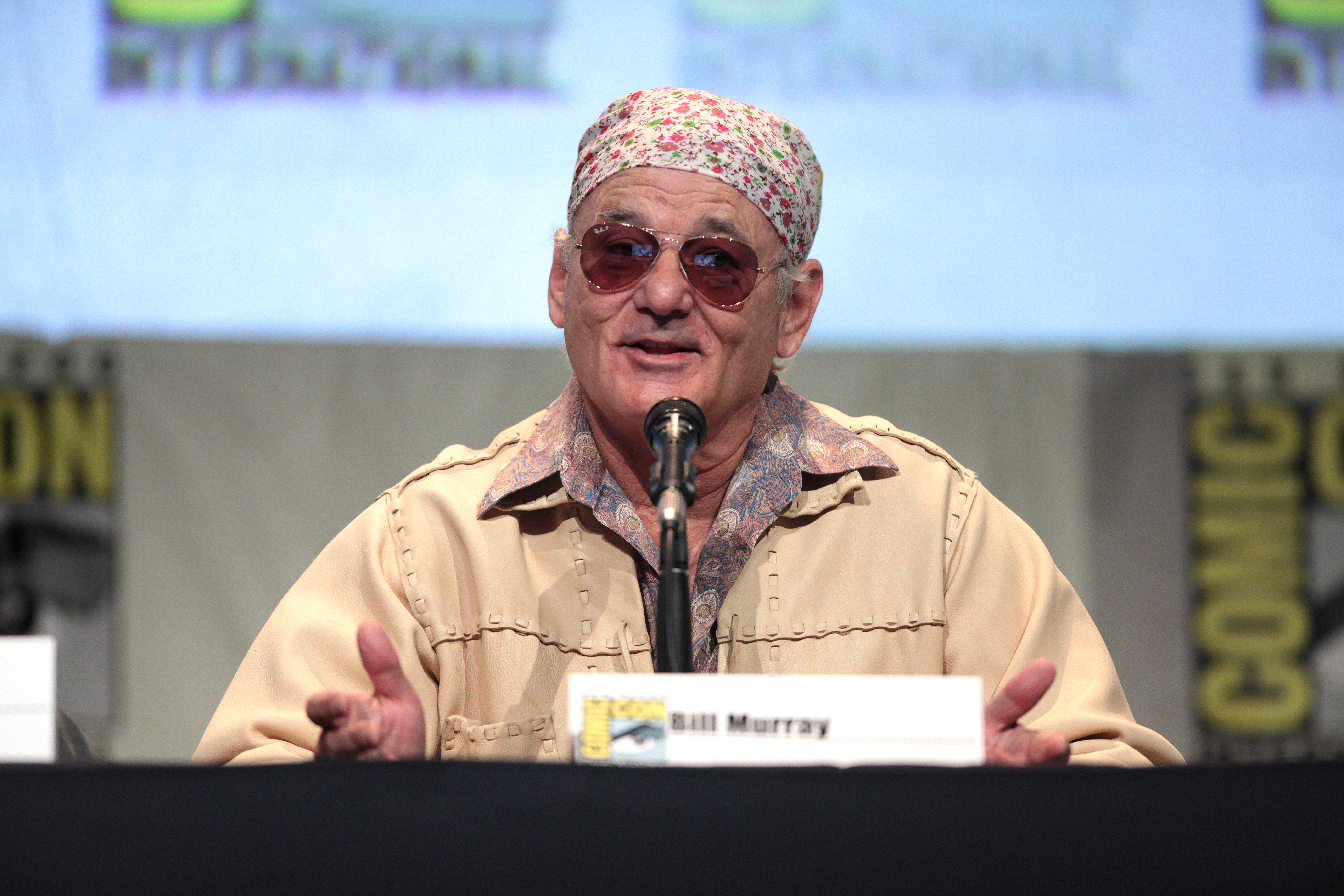
Bill Murray als Richie Lanz bei der San Diego Comic-Con International, 2015.

Richie Lanz, ein erfolgloser alternder Musikagent aus Van Nuys, Kalifornien, reist mit seiner verbliebenen Sängerin Ronnie auf United-Service-Organizations-Tour nach Afghanistan. In Kabul herrscht Ausgangssperre, als sie ankommen. Vor dem ersten Auftritt flüchtet Ronnie mit Hilfe des Söldners Bombay Brian und nimmt Geld und Pass ihres Agenten mit. Bombay Brian fordert von Lanz 1000 Dollar für seine Hilfe. Neben der Prostituierten Merci und dem Taxifahrer und Übersetzer Riza lernt Lanz in der Bar die Waffenhändler Jake und Nick kennen, die ihn zu einer Konvoifahrt in die Provinz überreden, bei der er Waffen und Munition zu einem paschtunischen Dorf transportieren soll. Dort wird er auf die außergewöhnliche Stimme Salimas, die Tochter des Anführers Tariq Khan, aufmerksam, die heimlich Cat-Stevens-Lieder singt und die Castingshow Afghan Star schaut. Sie träumt von einem Auftritt in der landesweit ausgestrahlten Talentshow, obwohl es Paschtuninnen verboten ist, weltliche Lieder oder öffentlich zu singen. Versteckt im Kofferraum von Lanz’ Wagen verlässt sie heimlich das Dorf. Mit seiner Hilfe ergreift sie die Möglichkeit, als erste weibliche Teilnehmerin bei Afghan Star mit dem Cat-Stevens-Song „Peace Train“ aufzutreten. Nach dem Auftritt wird sie von ihrem erbosten Vater ins Dorf zurückgebracht. Lanz überredet den Showmaster von Afghan Star, Daoud Sididi, Salima nicht aus dem anstehenden Zuschauervoting zu streichen. Zusammen mit Riza und Bombay Brian kehrt er in ihr Dorf zurück, überzeugt Salimas Vater von dem ehrenhaften Tun seiner Tochter und hilft bei der Verteidigung vor angreifenden Taliban, die Salima wegen ihres „schamlosen“ Verhaltens töten und das Dorf in Besitz nehmen wollen. Salima gewinnt das Zuschauervoting und darf mit Erlaubnis ihres Vaters an der nächsten Ausstrahlung der Show teilnehmen.

## Kritik
„Was mich an ‚Rock the Kasbah‘ erstaunt und erfreut hat, ist das ungewohnte Zartgefühl, mit dem Regiemeister Barry Levinson die Konfrontation der amerikanischen Popkultur mit traditionellen islamischen Werten behandelt, indem er auf wohlfeile Karikaturen und naheliegende Muslim-Gags weitgehend verzichtet. Herausgekommen ist eine Art ‚Slum Dog Millionaire‘ zwischen Kabul und Kundus.“

„Eigentlich jede Szene in ‚Rock the Kasbah‘ hat einen Fremdschäm-Moment. Und nein, da steckt kein ‚Mash‘ drin, nicht einmal ‚American Dreamz‘. ‚Rock the Kasbah‘ ist einfach nur peinlich.“

„Themen wie die Skrupellosigkeit von Waffenhändlern, Opiumanbau und Ehrenmorde werden angerissen und dann lieber schnell wieder vergessen,...“

„[…] als Levinson Richie auf die musikalisch begabte Paschtunin Salima (Leem Lubany) loslässt, verpufft sein satirischer Ansatz. Nun propagiert der Film ein simples Weltbild, in dem die afghanische Bevölkerung bloß als tumbe, bis unter die Zähne bewaffnete Meute Platz hat und wo Salima, die bei der Musikshow ‚Afghan Star‘ ohne Schleier auftritt, die Zuschauer mit den zuckrigen Friedensbotschaften von Cat-Stevens-Balladen besänftigt. Levinson opfert die Subversion zu Gunsten einer kuscheligen Wohlfühlmoral.“

„[…] die Story ist schlicht unglaubwürdig: Ein amerikanischer Underdog beseitigt mal so eben die jahrhundertelange Unterdrückung der Frau und setzt sich mühelos gegen die Drohgebärden rückständiger Bartträger durch. Das ist oft mehr als peinlich.“

## Hintergrund
Der Film ist der Tadschikin Setara Hussainzada gewidmet, die an der Castingshow Afghan Star teilnahm.